# Gołąbek winnopurpurowy
Gołąbek winnopurpurowy (Russula vinosopurpurea Jul. Schäff.) – gatunek grzybów należący do rodziny gołąbkowatych (Russulaceae).

## Systematyka i nazewnictwo
Pozycja w klasyfikacji według Index Fungorum: Russula, Russulaceae, Russulales, Incertae sedis, Agaricomycetes, Agaricomycotina, Basidiomycota, Fungi.
Po raz pierwszy opisał go w 1938 r. Julius Schäffer.
Polską nazwę zaproponował Władysław Wojewoda w 2003 r.

## Morfologia
Kapelusz
Kapelusz ma 4–12 cm szerokości, jest jędrny i dość gruby. Za młodu jest wypukły z lekko zakrzywionym i zaokrąglonym brzegiem, później spłaszcza się i z wiekiem przybiera kształt lejka. Brzeg jest często bardzo nieregularnie wygięty i przez długi czas gładki. Stare okazy miewają szerokie, wyboiste bruzdy. Kapelusz zabarwiony na fioletowo, winno-czerwono, częściowo w jasnych, częściowo w ciemniejszych odcieniach. Może być również koloru czerwonego lub brązowego i mieć prawie czarną odgraniczoną strefę pośrodku. Ma tendencję do blaknięcia w rozproszonych łatach, co nadaje mu różnokolorowy wygląd, ukazując czerwienie, pomarańcze lub ochry, brudnobrązowe, a nawet oliwkowozielone plamy. Skórka jest często bardzo tłusta i błyszczy się nawet po wyschnięciu. Jest jędrna, naga i bardzo gładka.
Blaszki
Kruche blaszki są blade, gdy są młode i mają głęboki kolor ochry, gdy są dojrzałe. Są tępe, szerokie, mają do 14 mm wysokości i są wybrzuszone. W obecności aniliny blaszki najpierw stają się trochę cytrynowożółte, a następnie bardziej pomarańczowo-czerwone. W obecności siarczanu żelaza blaszki stają się czerwonawe.
Trzon
O wysokości 4–7 cm i 1–2 cm szerokości, prawie cylindryczny, biały i nigdy nie zaczerwieniony. Od podstawy z wiekiem przybiera bardzo brudny szaro-brązowy odcień. Młode osobniki mają twardy, pełny i jędrny trzon, później staje się miękki, gąbczasty i komorowy.
Miąższ
Za młodu nieco brudnobiały i bardzo jędrny, później prawie zawsze ma szarawy kolor, a czasami ma również brązowawe obszary. W reakcji z fenolem staje się zielono gwajakowy, w obecności siarczanu żelaza szybko staje się ceglastoczerwony, z wiekiem staje się brudnoczerwony. Świeży i młody grzyb prawie nie pachnie i smakuje zdecydowanie, ale nigdy nie jest nieznośnie piekący. Podobnie jak wszystkie gołąbki o ostrym smaku, gołąbek winnopurpurowy nie jest jadalny.
Cechy mikroskopowe
Zaokrąglone do eliptycznych zarodniki mają 8–10 µm długości i 5,7–8 (–9) µm szerokości. Podstawki mają 35–55 lat µm długości i 9–14 µm, każda ma cztery zarodniki. Pleurocystydy o 70–90 µm długości i 8–15 µm szerokości są bardzo liczne. W sulfowanilinie stają się czarno-szare.
Strzępki są cienkie i niezbyt regularne. Bardzo smukłe i wieloprzegrodowe, cylindryczne lub smukłe, maczugowate i tępe na końcu. W sulfowanilinie zabarwiają się tylko nieznacznie na szaro. W trzonie występuje również wiele wystających, szerszych lub węższych cystyd.
Wysyp zarodników jest żółty.

## Ekologia i dystrybucja
W Niemczech można go spotkać od Holsztynu i Brandenburgii po Wysoki Ren i podnóża Alp. Wszędzie jest rzadki i szeroko rozproszony. W ostatnich latach nie było potwierdzonych doniesień o znaleziskach z Austrii. W Polsce zanotowany w Pienińskim Parku Narodowym.
Jak wszystkie gołąbki, gołąbek winnopurpurowy jest grzybem mykoryzowym, który może tworzyć symbiotyczny związek z różnymi gatunkami. Najważniejszymi drzewami żywicielskimi są buk, grab i dąb, rzadziej tworzy partnerstwo z lipą. Występuje w lasach bukowych, bukowo-jodłowych i grądowych, a także dębowych. Występuje na glebach świeżych, neutralnych do zasadowych. Owocniki pojawiają się od lipca do października.
Gołąbek winnopurpurowy jest dość rzadkim, czysto europejskim gatunkiem. Nie występuje w wyższych partiach europejskich niskich pasm górskich.